# 卡庫姆國家公園
卡庫姆國家公園（英語：Kakum National Park）是西非國家加納的國家公園，位於中部大區，位於海岸角以北30公里，佔地375平方公里，建立於1992年，整個園區被熱帶雨林覆蓋，野生動物包括超過500不同品種的蝴蝶。園中設有離地40米的樹冠步道，由7座吊橋組成，全長330米。

## 外部連結
维基共享资源上的相關多媒體資源：卡庫姆國家公園
- Kakum National Park Official Website
- Travel information from Conservation International.
- Photo Gallery of Kakum National Forest's Canopy Walk